# Chặng đua MotoGP Indonesia 2022
Chặng đua MotoGP Indonesia 2022 (tên chính thức Pertamina Grand Prix of Indonesia 2022) là chặng đua thứ hai của giải đua xe MotoGP 2022. Chặng đua được tổ chức ở trường đua đường phố Mandalika, Indonesia từ ngày 18 đến 20 tháng 03 năm 2022. Người chiến thắng thể thức MotoGP là  Miguel Oliveira của đội đua Red Bull KTM.

## Kết quả phân hạng thể thức MotoGP
| Nhanh nhất phiên chạy |

| Stt                | Số xe | Tay đua               | Xưởng   | Kết quả      | Kết quả  | Vị trí xuất phát | Hàng            |
| Stt                | Số xe | Tay đua               | Xưởng   | Q1           | Q2       | Vị trí xuất phát | Hàng            |
| ------------------ | ----- | --------------------- | ------- | ------------ | -------- | ---------------- | --------------- |
| 1                  | 20    | Fabio Quartararo      | Yamaha  | Vào thẳng Q2 | 1:31.067 | 1                | 1               |
| 2                  | 89    | Jorge Martín          | Ducati  | Vào thẳng Q2 | 1:31.280 | 2                | 1               |
| 3                  | 5     | Johann Zarco          | Ducati  | Vào thẳng Q2 | 1:31.378 | 3                | 1               |
| 4                  | 33    | Brad Binder           | KTM     | Vào thẳng Q2 | 1:31.433 | 4                | 2               |
| 5                  | 23    | Enea Bastianini       | Ducati  | Vào thẳng Q2 | 1:31.507 | 5                | 2               |
| 6                  | 63    | Francesco Bagnaia     | Ducati  | 1:31.219     | 1:31.507 | 6                | 2               |
| 7                  | 88    | Miguel Oliveira       | KTM     | Vào thẳng Q2 | 1:31.566 | 7                | 3               |
| 8                  | 42    | Álex Rins             | Suzuki  | Vào thẳng Q2 | 1:31.582 | 8                | 3               |
| 9                  | 43    | Jack Miller           | Ducati  | Vào thẳng Q2 | 1:31.714 | 9                | 3               |
| 10                 | 41    | Aleix Espargaró       | Aprilia | Vào thẳng Q2 | 1:31.723 | 10               | 4               |
| 11                 | 49    | Fabio Di Giannantonio | Ducati  | 1:31.631     | 1:31.829 | 11               | 4               |
| 12                 | 21    | Franco Morbidelli     | Yamaha  | Vào thẳng Q2 | 1:32.336 | 141              | 5               |
| 13                 | 10    | Luca Marini           | Ducati  | 1:31.666     | N/A      | 12               | 4               |
| 14                 | 72    | Marco Bezzecchi       | Ducati  | 1:31.695     | N/A      | 13               | 5               |
| 15                 | 93    | Marc Márquez          | Honda   | 1:31.830     | N/A      | Không đua chính  | Không đua chính |
| 16                 | 44    | Pol Espargaró         | Honda   | 1:31.831     | N/A      | 15               | 5               |
| 17                 | 04    | Andrea Dovizioso      | Yamaha  | 1:31.870     | N/A      | 16               | 6               |
| 18                 | 36    | Joan Mir              | Suzuki  | 1:31.875     | N/A      | 17               | 6               |
| 19                 | 73    | Álex Márquez          | Honda   | 1:31.987     | N/A      | 18               | 6               |
| 20                 | 12    | Maverick Viñales      | Aprilia | 1:32.006     | N/A      | 19               | 7               |
| 21                 | 25    | Raúl Fernández        | KTM     | 1:32.122     | N/A      | 20               | 7               |
| 22                 | 87    | Remy Gardner          | KTM     | 1:32.140     | N/A      | 21               | 7               |
| 23                 | 40    | Darryn Binder         | Yamaha  | 1:32.299     | N/A      | 22               | 8               |
| 24                 | 30    | Takaaki Nakagami      | Honda   | 1:32.330     | N/A      | 23               | 8               |
| Báo cáo chính thức |       |                       |         |              |          |                  |                 |

## Kết quả đua chính thể thức MotoGP
| Stt                | Số xe | Tay đua               | Xưởng   | Lap | Kết quả         | Xuất phát | Điểm |
| ------------------ | ----- | --------------------- | ------- | --- | --------------- | --------- | ---- |
| 1                  | 88    | Miguel Oliveira       | KTM     | 20  | 33:27.223       | 7         | 25   |
| 2                  | 20    | Fabio Quartararo      | Yamaha  | 20  | +2.205          | 1         | 20   |
| 3                  | 5     | Johann Zarco          | Ducati  | 20  | +3.158          | 3         | 16   |
| 4                  | 43    | Jack Miller           | Ducati  | 20  | +5.663          | 9         | 13   |
| 5                  | 42    | Álex Rins             | Suzuki  | 20  | +7.044          | 8         | 11   |
| 6                  | 36    | Joan Mir              | Suzuki  | 20  | +7.832          | 17        | 10   |
| 7                  | 21    | Franco Morbidelli     | Yamaha  | 20  | +21.115         | 14        | 9    |
| 8                  | 33    | Brad Binder           | KTM     | 20  | +32.413         | 4         | 8    |
| 9                  | 41    | Aleix Espargaró       | Aprilia | 20  | +32.586         | 10        | 7    |
| 10                 | 40    | Darryn Binder         | Yamaha  | 20  | +32.901         | 22        | 6    |
| 11                 | 23    | Enea Bastianini       | Ducati  | 20  | +33.116         | 5         | 5    |
| 12                 | 44    | Pol Espargaró         | Honda   | 20  | +33.599         | 15        | 4    |
| 13                 | 73    | Álex Márquez          | Honda   | 20  | +33.735         | 18        | 3    |
| 14                 | 10    | Luca Marini           | Ducati  | 20  | +34.991         | 12        | 2    |
| 15                 | 63    | Francesco Bagnaia     | Ducati  | 20  | +35.763         | 6         | 1    |
| 16                 | 12    | Maverick Viñales      | Aprilia | 20  | +37.397         | 19        |      |
| 17                 | 25    | Raúl Fernández        | KTM     | 20  | +41.975         | 20        |      |
| 18                 | 49    | Fabio Di Giannantonio | Ducati  | 20  | +47.915         | 11        |      |
| 19                 | 30    | Takaaki Nakagami      | Honda   | 20  | +49.471         | 23        |      |
| 20                 | 72    | Marco Bezzecchi       | Ducati  | 20  | +49.473         | 13        |      |
| 21                 | 87    | Remy Gardner          | KTM     | 20  | +55.964         | 21        |      |
| Ret                | 89    | Jorge Martín          | Ducati  | 7   | Ngã xe          | 2         |      |
| Ret                | 4     | Andrea Dovizioso      | Yamaha  | 6   | Điện tử         | 16        |      |
| DNS                | 93    | Marc Márquez          | Honda   |     | Không đua chính |           |      |
| Báo cáo chính thức |       |                       |         |     |                 |           |      |

Chú thích
- ^1  – Marc Márquez đã bị choáng sau khi bị ngã ở phiên chạy Warm-up nên không tham gia cuộc đua chính
- Do trời mưa nên cuộc đua được rút ngắn xuống chỉ còn 20 vòng

## Bảng xếp hạng thể thức MotoGP sau chặng đua
|    | Stt | Tay đua          | Điểm |
| -- | --- | ---------------- | ---- |
|    | 1   | Enea Bastianini  | 30   |
|    | 2   | Brad Binder      | 28   |
| 6  | 3   | Fabio Quartararo | 27   |
| 17 | 4   | Miguel Oliveira  | 25   |
| 3  | 5   | Johann Zarco     | 24   |

|   | Stt | Xưởng đua | Điểm |
| - | --- | --------- | ---- |
| 1 | 1   | KTM       | 45   |
| 1 | 2   | Ducati    | 41   |
| 3 | 3   | Yamaha    | 27   |
| 1 | 4   | Suzuki    | 21   |
| 2 | 5   | Honda     | 20   |

|   | Stt | Đội đua                      | Điểm |
| - | --- | ---------------------------- | ---- |
| 2 | 1   | Red Bull KTM Factory Racing  | 53   |
| 4 | 2   | Monster Energy Yamaha MotoGP | 41   |
| 1 | 3   | Team Suzuki Ecstar           | 40   |
| 3 | 4   | Repsol Honda Team            | 31   |
| 3 | 5   | Gresini Racing MotoGP        | 30   |